# Hampstead (London Underground)

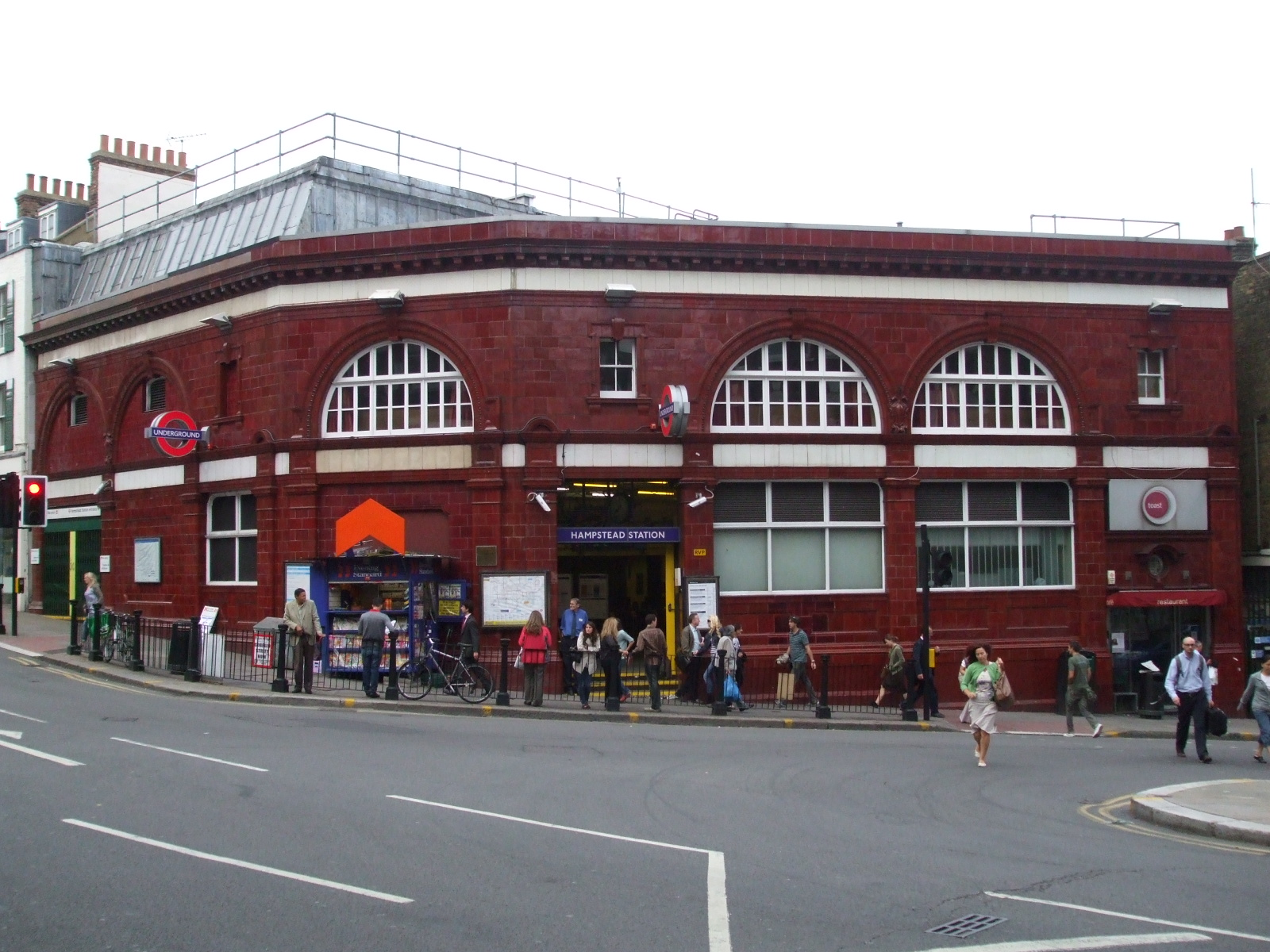
Stationsgebäude

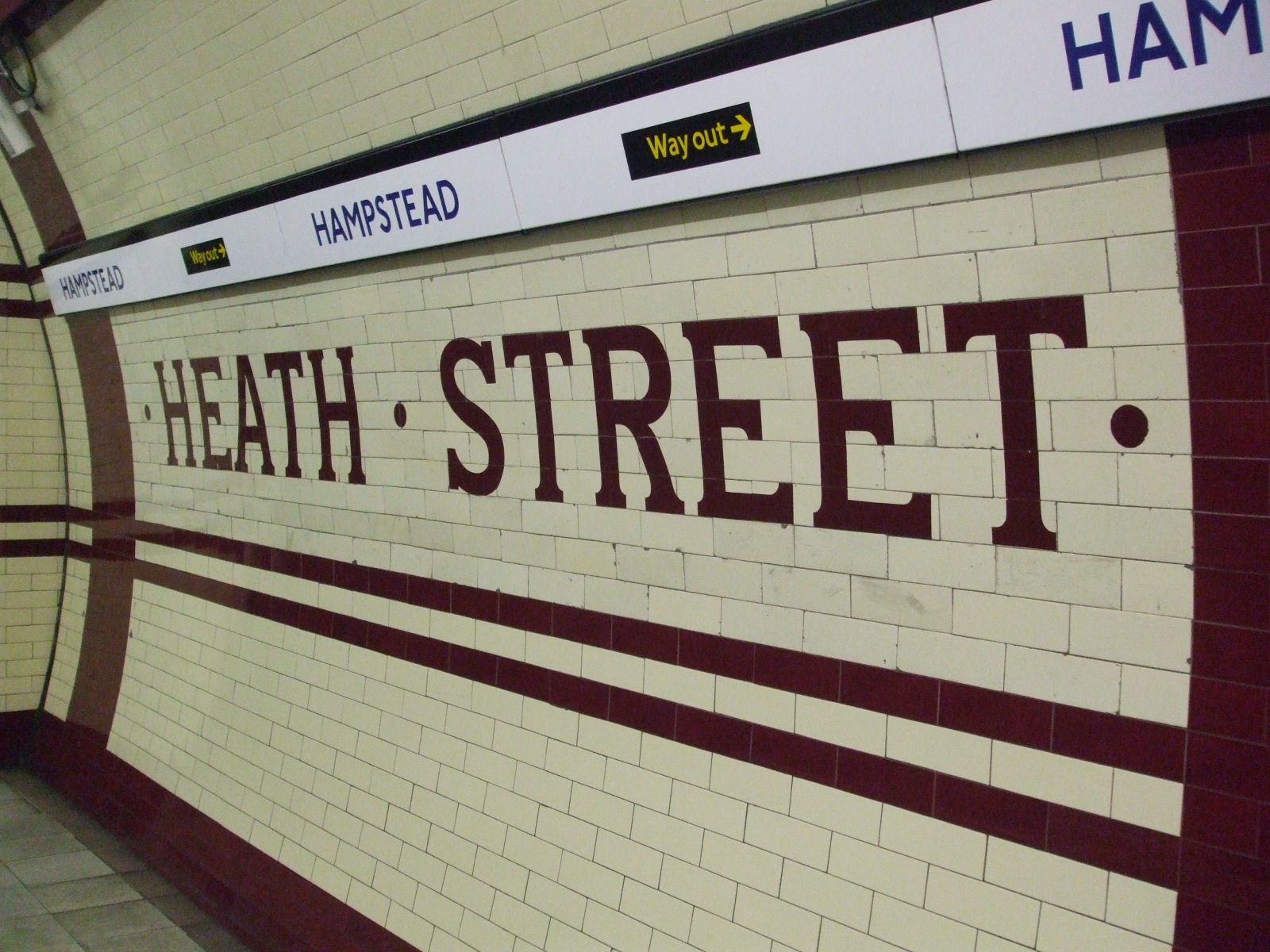
Wandfliesen mit dem ursprünglich vorgesehenen Stationsnamen

Hampstead ist eine unterirdische Station der London Underground im Stadtbezirk London Borough of Camden. Sie liegt an der Grenze der Travelcard-Tarifzonen 2 und 3, an der Kreuzung von Heath Street und Hampstead High Street. Im Jahr 2013 nutzten 4,29 Millionen Fahrgäste diese von der Northern Line bediente Station. Etwas mehr als einen halben Kilometer nordöstlich befindet sich der ausgedehnte Park Hampstead Heath.
Die Eröffnung erfolgte am 22. Juni 1907 durch die Charing Cross, Euston and Hampstead Railway, eine der beiden Vorgängergesellschaften der Northern Line. Vor der Eröffnung war noch der Stationsname Heath Street vorgesehen. Dieser Name ist auch auf den restaurierten Wandfliesen zu sehen. Mit einer Tiefe von 58,5 Metern ist Hampstead die am tiefsten unter der Erdoberfläche gelegene Station des gesamten Londoner U-Bahn-Netzes. Der Aufzugschacht ist mit 55,2 Metern der längste.